# Curvularia palmarum
Curvularia palmarum är en svampart som beskrevs av Subram. 1953. Curvularia palmarum ingår i släktet Curvularia och familjen Pleosporaceae.   Inga underarter finns listade i Catalogue of Life.